# فهرست نظریه‌پردازان نازی
این نوشتار دربردارنده فهرستی از کسانی است که اندیشه‌های آنها بخشی از ایدئولوژی نازی‌ها شدند. اندیشه‌ها، نوشته‌ها و سخنرانی‌های این اندیشمندان شامل یهودستیزی، اصلاح نژاد، بهداشت نژادی، مفهوم نژاد برتر و سیاست لبنسراوم می‌شود. این فهرست شامل کسانی نیز می‌شود که اندیشه‌هایشان در نازیسم گنجانده شده باشد، حتی اگر در دوران نازی‌ها زندگی نکرده باشند.

## فیلسوفان و جامعه‌شناسان
- آلفرد بیوملر (۱۸۶۸–۱۹۶۸)، فیلسوف آلمانی در آلمان نازی. وی مفسر برجسته فلسفه فریدریش نیچه در جهت مشروعیت بخشیدن به نازیسم بود. توماس مان با مطالعه آثار بیوملر راجع به نیچه در اوایل دهه ۱۹۳۰، قسمتهایی از آن‌ها را «پیشگویی هیتلر» توصیف کرده‌است.[۱]
- آلفرد روزنبرگ (۱۸۹۳–۱۹۴۶)، یکی از نویسندگان اصلی اصول عقاید نازی‌ها، از جمله سیاست نژادی آلمان نازی، یهودستیزی، لبنسراوم، لغو پیمان ورسای و مخالفت با هنر منحط در نظر گرفته می‌شود. او همچنین به مخالفت با مسیحیت شناخته شده بود، و در پیشرفت مسیحیت مثبت نقش داشت. وی در نورنبرگ محاکمه، به اعدام محکوم، و به عنوان جنایتکار جنگی به دار آویخته شد.[۲]
- مارتین هایدگر (۱۹۷۶–۱۸۸۹)، فیلسوف آلمانی که از نظر سیاسی با ناسیونال سوسیالیسم درگیر بود. ارتباط مارتین هایدگر و نازیسم همچنان مورد مناقشه است. اما وی یکی از اعضای حزب نازی بود، و سه هفته پس از گماشته شدن به ریاست دانشگاه فرایبورگ، در اول ماه مه ۱۹۳۳ به حزب پیوست. هایدگر یک سال بعد، در آوریل ۱۹۳۴ کناره‌گیری کرد، اما تا پایان جنگ جهانی دوم عضو حزب نازی باقی ماند. نخستین اقدام وی به عنوان رئیس دانشگاه از میان بردن تمام ساختارهای دموکراتیک، از جمله ساختارهایی بود که وی را به عنوان رئیس انتخاب کرده بودند. در دانشگاه وی کتاب‌سوزی شکل گرفت، اگرچه او با موفقیت جلوی برخی از آنها را گرفت. همچنین، خشونت دانشجویی نیز در دانشگاه فرایبورگ وجود داشت.[۳] اگرچه پس از جنگ او به خاطر ارتباط یا وابستگی به نازیسم نه عذرخواهی کرد و نه ابراز پشیمانی، اما در خلوت او آن ارتباطات را «بزرگترین حماقت زندگی خود» خواند (به آلمانی: «die größte Dummheit seines Lebens").[۴]
- کارل هاوسهفر (۱۸۴۶–۱۸۶۹) ژنرال، پروفسور، جغرافیدان و سیاستمدار آلمانی. اندیشه‌های هاوسهفر معروف به ژئوپلیتیک (Geopolitiks) به یکی از دانشجویانش، رودولف هس، منتقل شدند، و سپس بر شکل‌گیری استراتژی‌های توسعه‌طلبانه آدولف هیتلر تأثیر گذاشتند.
- ارنست کریک (۱۸۸۲–۱۹۴۷)، استاد دانشگاه آلمانی.[۵]
- هرمان اشمالنباخ (۱۸۵۰–۱۹۵۰)، که مفاهیم گمنشافت و بوند (Bund) را بسط و گسترش داد.[۶]
- کارل اشمیت (۱۱ ژوئیه ۱۸۸۸–۷ آوریل ۱۹۸۵) حقوقدان، فیلسوف، نظریه‌پرداز سیاسی و استاد حقوق. اشمیت در ۱ مه ۱۹۳۳ به حزب نازی پیوست.[۷] وی نظریه‌های خود را به شکل بنیانی ایدئولوژیک از دیکتاتوری نازی، و توجیهی از دولت «پیشوا» با توجه به فلسفه حقوقی، به ویژه از طریق مفهوم auctoritas، ارائه داد. با این وجود، در دسامبر ۱۹۳۶، نشریه Das schwarze Korps منتشره توسط اس‌اس اشمیت را با استناد به گفته‌های پیشینش که وی در آن از نظریه‌های نژادی نازی‌ها انتقاد می‌کرد به فرصت‌طلبی، متفکر دولت هگلی بودن و در اساس کاتولیک بودن متهم کرد و ضدیهودی بودن او را صرفاً تظاهر خواند. پس از آن، اشمیت از سمت خود به عنوان «Reichsfachgruppenleiter» (رئیس گروه حرفه‌ای رایش) کناره‌گیری کرد، اگرچه پست خود را به عنوان استاد در برلین حفظ کرد. اگرچه بازجوی‌ها از اشمیت در سال ۱۹۳۷ نیز ادامه یافت، اما هرمان گورینگ جلوی انتقام‌گیری‌های بیشتر را گرفت.[۸][۹] در ۱۹۴۵، اشمیت توسط نیروهای آمریکایی دستگیر و یک سال بعد آزاد شد. اشمیت هر بار فرصت ابراز پشیمانی از همکاری با نازی‌ها را رد می‌کرد و این باعث شد که از درس دادن در دانشگاه منع شود.

## دانشمندان و پزشکان
- هانس گونتر (۱۸۹۱–۱۹۶۸)، پژوهشگر اصلاح نژاد و روانشناس در جمهوری وایمار و آلمان نازی، که با عنوان «Rassenpapst» (پاپ پژوهش‌های نژادی) شناخته می‌شد. او از اعضای حزب نازی بود و تأثیر عمده ای در اندیشه نژادپرستانه حزب نازی داشت.[۱۰]
- فیلیپ لنارت (۱۸۶۲–۱۹۴۷)، برنده جایزه نوبل و نظریه‌پرداز جنبش فیزیک آریایی.
- آلفرد پلوتس (۱۸۶۰–۱۹۴۰)، پزشک آلمانی، زیست‌شناس و متخصص اصلاح نژاد که مفهوم بهداشت نژادی را در آلمان معرفی کرد. وی عضوی از حزب نازی بود.[۱۱] برادرش ارنست رودین، که خود نیز یک نازی متعهد بود، در سال ۱۹۳۸ او را به عنوان مردی ستایش کرد که «با خدمات شایسته خود به ایجاد ایدئولوژی نازی ما کمک کرده‌است.»[۱۲]
- یوهانس اشتارک (۱۸۷۴–۱۹۵۷) برنده جایزه نوبل و نظریه‌پرداز جنبش فیزیک آریایی.
- اوتمار فون فرشوئر (۱۸۹۶–۱۹۶۹)، زیست‌شناس انسانی و متخصص اصلاح نژاد موسسه کایزر ویلهلم که بر روی بهداشت نژادی و مطالعات دوقلوها کار می‌کرد.
- یوگن فیشر، زیست‌شناس آلمانی عضو مؤسسه کایزر ویلهلم، عضو حزب نازی، متخصص برجسته در ژنتیک و بهداشت نژادی.
- فریتز لنز، متخصص ژنتیک آلمانی، عضو حزب نازی، و متخصص با نفوذ در بهداشت نژادی.

## الهی‌دانان و رهبران معنوی
- ارنست برگمان (۱۸۸۱–۱۹۴۵)، فیلسوف آلمانی که در کار خود با عنوان Die 25 Thesen der Deutschreligion (بیست و پنج نکته از دین آلمانی)، معتقد بود که عهد عتیق و بخش‌هایی از عهد جدیدِ کتاب مقدس نادرست هستند. او ادعا کرد که عیسی یهودی نبوده، از نژاد آریایی بوده، و آدولف هیتلر مسیحای جدید است.[۱۳]
- ساویتری دوی، نام مستعار نویسنده یونانی-فرانسوی ماکسیم پورتاس. او از طرفداران برجسته حقوق جانوران، بوم‌شناسی ژرف‌نگر و نازیسم بود، که در طول جنگ جهانی دوم با جاسوسی در هند به اهداف نیروهای محور خدمت می‌کرد.
- لودویگ مولر (۱۹۴۵–۱۸۸۳)، یک الهی‌دان و رهبر کلیسا بود که نقش مهمی در تلاش حزب نازی برای جهت‌دهی به پروتستانیسم، عمدتاً در کلیساهای لوتری آلمان، به سوی بنیان‌های آریایی و به دور از خاستگاه‌های یهودی داشت. او سهم عمده ای در گلایچ‌شالتونگ نازی‌ها است؛ طرحی برای یکپارچه کردن کلیساهای پروتستان پیشتر مستقل در «کلیسای نظم نوین» و بخشی از تاریخ طولانی‌تر تلاش برای متحد کردن کلیساها تحت یک کلیسای انجیلی آلمانی بود.[۱۴]
- یاکوب ویلهلم هاوئر (۱۸۸۱–۱۹۶۲)، هندشناس آلمانی و نویسنده مطالعات دینی. وی بنیانگذار جنبش ایمان آلمانی بود.[۱۵]

## نخبگانی که به شکل غیرمستقیم با نازی‌ها همکاری داشتند
برخی نخبگان و نویسندگان پیش از دوران نازی بودند، اما نوشته‌های آنها در شکل‌گیری ایدئولوژی نازی نقش داشتند:
- مادام بلاواتسکی (۱۸۳۱–۱۸۹۱)، بنیانگذار حکمت الهی و انجمن تئوسوفی. گیدو فون لیست برخی از نظریه‌های نژادی بلاواتسکی را مطالعه کرد و آنها را با ملی‌گرایی درآمیخت تا جنبش معنوی آریوسوفی را بنیان نهد، و پیش‌درآمدی بر نازیسم ایجاد کند. آریوسوفی بر نمایش جنبه‌های روشن‌فکرانهٔ فرگشت نژادی تأکید داشت. انجمن تول یکی از چندین گروه معنوی آلمانی بود که برای تبلیغ برتری نژاد آریایی از آریوسوفی بهره می‌گرفتند. این ارتباط مستقیمی میان نظریه‌های نژادی معنوی و ایدئولوژی نژادی هیتلر و حزب در حال ظهور نازی فراهم می‌کرد.[۱۶]
- امیل بورنوف (۱۸۲۱–۱۹۰۷) نژادگرایی بود که اندیشه‌های وی در گسترش تئوسوفی و آریانیسم تأثیر داشتند.[۱۷]
- هیوستون استیوارت چمبرلین (۱۸۵۵–۱۹۲۷) نویسنده انگلیسی کتابهای فلسفه سیاسی و علوم طبیعی. کتاب دو جلدی وی Die Grundlagen des Neunzehnten Jahrhunderts (بنیادهای سده نوزدهم) (۱۸۹۹) به دفترچه راهنمای فلسفه نژادی نازی‌ها از جمله مفهوم نژاد برتر تبدیل شد.[۱۸]
- ژولیوس ایوولا (۱۹۷۸–۱۸۹۸)، فیلسوف «فاشیست افراطی» که علاقه به ادیان معنوی و شرقی داشت.[۱۹]
- برنهارد فورستر (۱۸۴۳–۱۸۸۹)، معلم ضدیهودی آلمانی که دربارهٔ مسئله یهود کتاب نوشت، و در آن یهودیان را به عنوان «انگلی بر بدنه آلمان» توصیف کرد.[۲۰]
- هانس فرایر (۱۸۶۹–۱۹۶۹)، جامعه‌شناس آلمانی که خواهان انقلابی ضد لیبرال، ضد ماتریالیستی، ضد مارکسیستی (Revolution von rechts یا «انقلاب از سوی راست») بود که بر برتری پیوندهای آلی و جامعه (گماین‌شافت، Gemeinschaft) بر ریزسازی جامعه صنعتی (گزل‌شافت، Gesellschaft) تأکید داشته باشد.
- آرتور دو گوبینو (۱۸۱۶–۱۸۸۲) اشراف‌زاده و رمان‌نویس فرانسوی بود که در کتاب خود مقاله‌ای در باب نابرابری نژادهای انسانی (۱۸۵۳–۱۸۵۵) به بسط نظریه ای نژادگرایانه با محوریت برتری نژاد آریایی پرداخت. اگرچه این کتاب یهودستیزی را محکوم می‌کند و یهودیان را با اصطلاحات مثبتی توصیف می‌کند، اما نازی‌ها به دلیل آنکه کتاب اختلاط نژادی را ناپسند قلمداد می‌کرد و یهودیان را «بیگانه» می‌خواند بدان استناد می‌کردند.[۲۱] دی گوبینو به عنوان پدر جمعیت‌شناسی نژادی مدرن شناخته می‌شود.[۲۲]
- مدیسون گرنت (۱۸۶۵–۱۹۳۷)، وکیل آمریکایی، که عمدتاً به خاطر کارهای خود به عنوان متخصص اصلاح نژاد و محافظت از طبیعت شناخته شده‌است. به عنوان یک متخصص اصلاح نژاد، گرنت مسئول یکی از پرخواننده‌ترین آثار نژادگرایی علمی بود و در تهیه قوانین شدید محدودیت مهاجرتی و ضد اختلاط نژادی در ایالات متحده نقش فعالی داشت.[۲۳][۲۴]
- پل دو لاگارد (۱۸۹۱–۱۸۲۷) پژوهشگر کتاب مقدس و خاورشناس اهل آلمان بود. کتاب دویچه شریفتن او (۱۸۷۸–۱۸۸۱) به یک متن اصلی ملی‌گرایانه تبدیل شد.[۲۵]
- گیدو کارل انتان لیست (۱۸۱۸–۱۹۱۹)، مفهوم وی در باب انکار مسیحیت و بازگشت به پاگانیسم اروپاییان باستان، هوادارانی در میان حزب نازی پیدا کرد. او آریوسوفی، به عنوان پیش‌درآمدی بر نازیسم، را ایجاد کرد.
- مارتین لوتر (۱۴۴۶–۱۵۴۶)، متکلم آلمانی که در سال ۱۵۴۳ کتاب درباره یهودیان و دروغ‌های آنان را نوشت.[۲۶] وی استدلال کرد که یهودیان «فرزندان شیطان» هستند.[۲۷] وی نوشت که کنیسه «عروسی به فحشا کشیده شده … فاحشه‌ای اصلاح‌ناپذیر و هرزه‌ای شیطانی» بود.[۲۸] و یهودیان پر از «مدفوع شیطان هستند … که همانند خوک در آن غلط می‌خورند.»[۲۹] او هوادار آتش زدن کنیسه‌ها، نابودی کتابهای دعای یهودیان، منع تبلیغ ربی‌ها، توقیف اموال و پول‌های یهودیان، و نابود کردن خانه‌های آنها بود، و نیز اطمینان از اینکه این «کرم‌های مسموم سمی» ناچار به ترک خانه‌هایشان «برای همیشه» شوند.[۳۰] همچنین به نظر می‌رسد که وی فتوای قتل آنها را نیز صادر کرده بود،[۳۱] و نوشت: «ما مقصر هستیم اگر آنها را نکشیم».[۳۲]
- فردریش نیچه (۱۸۴۴–۱۹۰۰)، فیلسوف آلمانی که مفهوم ابرانسان را گسترش داد.[۳۳] ایده‌های رژیم نازی دربارهٔ ابرمرد آلمانی همانند اندیشه‌های نیچه بودند.[۳۴] اگرچه هیتلر از نیچه نقل قول کرده و از وی بعنوان یکی از «بزرگان» جوامع یاد کرده‌است، برخی تاریخ‌دانان بر این باورند که هیتلر احتمالاً هرگز نیچه را نخوانده‌است، یا اگر هم خوانده‌است، خواندنی عمیق نبوده‌است.[۳۵][۳۶][۳۷][۳۸]